# Vincenzo Arangio-Ruiz
Vincenzo Arangio-Ruiz (Napoli, 7 maggio 1884 – Roma, 2 febbraio 1964) è stato un giurista e politico italiano.

## Biografia
Nacque a Napoli nel 1884 da Gaetano, professore di diritto costituzionale, e Clementina Cavicchia. Si laureò nel 1904 e nel 1907 ottenne il primo incarico universitario presso l'Università degli Studi di Camerino, per passare poi all'Università degli studi di Perugia, cui seguirono Cagliari, Messina e Modena. Nel 1925 fu tra i firmatari del Manifesto degli intellettuali antifascisti di Benedetto Croce.
Ordinario di diritto romano presso la facoltà di Giurisprudenza dell'università Federico II di Napoli, fu preside della facoltà dal 1943 al 1945. Successivamente, insegnò all'università La Sapienza di Roma. Fra i suoi allievi, Mario Talamanca e Feliciano Serrao. 
Antifascista, liberale, ricoprì inoltre le cariche di Ministro di grazia e giustizia nel Governo Badoglio II (primo governo di unità nazionale) e di Ministro della pubblica istruzione nel III governo Bonomi e nel governo Parri.
Grazie al suo ritrovamento su un mercatino egiziano di un papiro contenente frammenti delle Institutiones di Gaio fu colmata una delle parti andate perse durante il recupero della stessa opera da un codice palinsesto ritrovato nel 1817 in una biblioteca a Verona. Si trattava della parte relativa alla comproprietà (Consortium ercto non cito).
I suoi scritti più importanti di diritto romano (tuttora studiati nelle università italiane) sono:
- Storia del diritto romano (1937);
- Istituzioni di diritto romano (1957).

Fu presidente dell'Unione Nazionale per la Lotta contro l'Analfabetismo e presidente generale del Corpo Nazionale Giovani Esploratori Italiani (CNGEI) dal 1954 al 1962.
Il 16 aprile 1956 divenne socio dell'Accademia delle scienze di Torino.
Morì nel 1964, all'età di 79 anni, per una malattia polmonare.